# Pierwamajsk (rejon dokszycki)
Pierwamajsk (biał. Первамайск, ros. Первомайск, Pierwomajsk) – wieś na Białorusi, w obwodzie witebskim, w rejonie dokszyckim, w sielsowiecie Tumiłowicze. W 2019 liczyła 15 mieszkańców.